# ميرا لي
ميرا لي هي غطاسة صينية، ولدت في 4 أبريل 1994.